# هانس میشالسکی
هانس میشالسکی (انگلیسی: Hans Michalsky؛ زادهٔ ۹ مهٔ ۱۹۴۹) دوچرخه‌سوار اهل آلمان است.